# 刘堪
刘堪（1926年—2008年），男，直隶（今河北）乐亭人，中华人民共和国政治人物，曾任中共中央农村政策研究室副主任，第八届全国政协委员。